# Kouzomen
Kouzomen, en russe Кузомень (avant 1918 : Kouzamen, du carélien Kuuziniemi, ce qui signifie le cap des sapins), est un village côtier de l'extrême nord-ouest de la Russie au bord de la mer Blanche au sud de la péninsule de Kola. Sa population était de 84 habitants en 2010. Elle augmente à cause de quelques vacanciers en été.

## Administration
Kouzomen appartient au territoire municipal rural de Varzouga qui dépend du district de Ter de l'oblast de Mourmansk.

## Géographie
Le village est situé sur la côte de Ter au bord de la mer Blanche à l'embouchure de la Varzouga. Il est à 125 kilomètres d'Oumba, chef-lieu du district, et à 22 kilomètres du village de Varzouga, en amont du fleuve.

## Histoire
La côte de Ter est visitée depuis longtemps par les populations caréliennes et de Novgorod de façon plus ou moins épisodique pour la pêche et pour la chasse d'animaux à fourrure. On a retrouvé dans les environs des tombes du XIIe siècle. Il est fait mention au XVIe siècle de lieux de pêche fluviale au long de la Varzouga pendant la belle saison.
C'est en 1667 qu'un groupe de villageois pomors de Varzouga, en amont, fonde le village. Il est suffisamment important pour qu'en 1782 soit bâtie une petite église dédiée à saint Dimitri (Démètre en français d'autrefois). Le village se développe rapidement au XIXe siècle et une foire s'y tient, où l'on vend en particulier les poissons et fruits de mer de la mer Blanche et toute sorte de produits, attirant les marchands de la mer Blanche. Le vice-gouverneur Ostrovski peut écrire à la fin du XIXe siècle : « le village possède deux églises, une école paroissiale, un grand entrepôt de sel marin... Les gens ici sont aimables, cordiaux et accueillants. » Une deuxième école (celle du ministère de l'instruction publique) ouvre en 1862. En 1871, une ligne régulière par bateau relie Kouzomen à Arkhangelsk, qui est alors la capitale du gouvernement. Le télégraphe est installé au début du XXe siècle et en 1910, le village compte 780 habitants.
La Première Guerre mondiale et les troubles qui suivent la révolution de 1917 et l'intervention alliée de 1918 dans la mer Blanche achèvent de ruiner le petit commerce maritime et le village périclite. En 1925, une organisation de la pêche de type « commune » se met en place, mais finit par se transformer en simple artel ; puis les autorités soviétiques décident de créer un kolkhoze de pêcheurs, mais le village se vide dans les années 1950-1960. En 1981, la petite école est fermée.
Aujourd'hui des petits chevaux bachkirs, dont l'élevage commença à l'époque soviétique, sont revenus à l'état sauvage et vivent le long de l'embouchure.
Le village avec ses quelques maisons en ruines et l'unique rue habitée est peu à peu gagné par les sables et battu par les vents, formant un paysage des plus étranges qui soit.

## Écologie

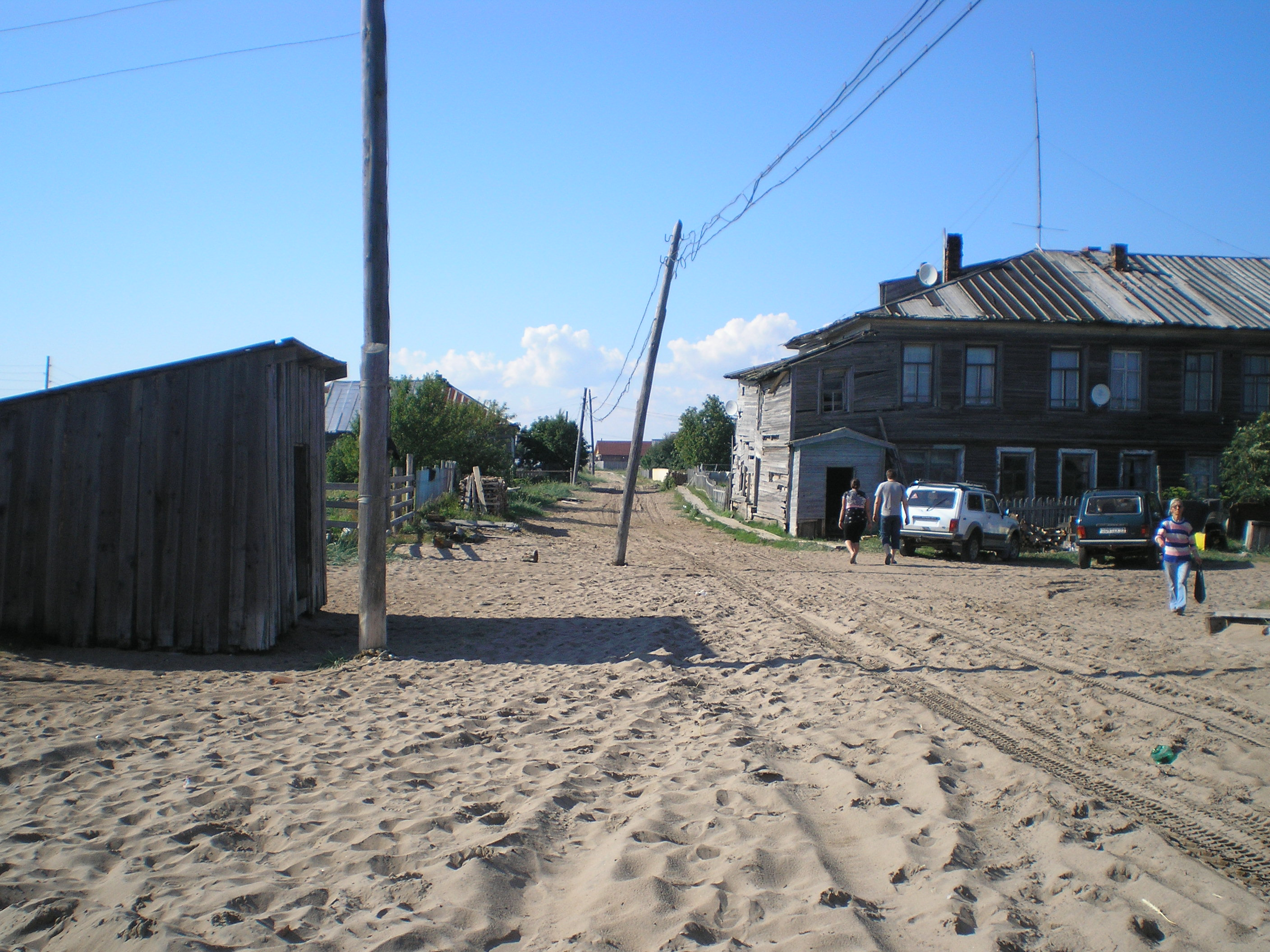
Vue du village

La formation de dunes due aux mouvements éoliens et aux incendies de forêt ensable petit à petit la région, formant ce que l'on appelle les sables de Kouzomen, avec l'action du sel, qui sont de couleur rougeâtre. Ils forment une bande de treize kilomètres de chaque côté de l'embouchure de la Varzouga.

## Source
- (ru) Cet article est partiellement ou en totalité issu de l’article de Wikipédia en russe intitulé « Кузомень (Мурманская область) » (voir la liste des auteurs).